# 徐勤根
徐勤根 （1991年10月—），中国江苏省金融业人士、NFT销售商、网络名人，自称“人类高质量男性”，上海亨世商务咨询有限公司（已解散）法人代表。2021年因在影片自称“人类高质量男性”寻求“人类高质量女性”以及他的特殊妆容与说话方式，使得他在中国互联网上爆火。然而，他很快因涉嫌“割韭菜”、“杀猪盘”与诈骗争议，社群平台帐号被封禁。2022年初，旅居法国，并于2022年10月开通Twitter与YouTube帐号，其俱乐部网站与社交平台账号中被发现大量被徐称为“人类高质量女性”的照片，疑似有物化女性和擦边色情传媒的嫌疑。

## 人物经历
徐勤根曾在新浪微博上自称身高185cm，来自国内普通家庭，毕业于国内普通学校，曾留学英国读硕士，称学位是“买来的”。他在其YouTube影片中自曝“喜欢打牌玩德州撲克和嫖娼”。

### 公司解散与吊销
2016年4月13日，徐勤根名下的“上海亨世商务咨询有限公司”成立，注册资本10万元人民币，地址位于上海市黄浦区南京东路800号20楼K、L室。该公司因2019年和2021年连续三年因未在期限内公示年报，被上海市市场监督管理局列入异常名录。该公司唯一控股股东为一家名为“宝时控股有限公司”的香港企业，目前已解散。
2018年8月，徐勤根在英国注册成立了上海资本集团(Shanghai Capital Group)，地址为 27 Old Gloucester Street, London, United Kingdom, WC1N 3AX，注册资本仅1英镑，而公司高管也仅有徐勤根一人，同时担任公司秘书与董事。该公司于2020年1月28日解散。
2020年1月，徐勤根曾担任法定代表人及投资人的“上海榜荣企业管理咨询有限公司”被上海市宝山区市场监督管理局列入经营异常名录。6月1日，该公司被吊销营业执照。
2021年10月26日，上海亨世商务咨询有限公司注销。

### “外汇徐经理”
2019年12月至2020年初期间，徐勤根曾在线上影音平台爱奇艺以“外汇徐经理”这一用户名上传十余部影片，影片中，他穿着一身黑色条纹西装，梳着油亮的二八分背头，自称为外汇交易人员，影片内容多为外汇交易的基础性知识介绍。他向观众推荐亨达集团(Hantec Universal Limited)的金融产品，并称他曾是该集团在中国市场的地区经理，也在这个平台上进行过交易。根据徐勤根在影片中的描述，在亨达外汇平台开户的门槛是2500美元，代理的门槛是5000美元。然而，多人称被“亨达外汇”骗钱，认为这是一场“金融骗局”。
在此期间，徐勤根在爱奇艺上传的影片中留下了他在其他平台的用户名，如YouTube、哔哩哔哩以及新浪微博用户名都叫“外汇徐经理”，另有名为“forex徐经理“的微信公众号。然而，该公众号后被停用，原因显示为“由用户投诉并经平台审核，存在未取得法定许可证件或拍照，发布、传播或从事相关经营活动的行为”。

### “人类高质量男性”
Of course，I can speak English. 
我是一个正直的人，但也具备驾驭人性的能力，我从事全球资本市场投资，准确地讲是金融衍生品市场，其实准确地讲我从大一就开始接触资本市场了，到现在一直接触这块，快10年了吧。
2021年7月，因其在Instagram上传的一则自称“人类高质量男性求偶人类高质量女性”的三分钟影片被搬运至微博、哔哩哔哩等平台广泛传播而走红。影片中，他身着西装，戴着金丝眼镜、头发紧贴头皮，梳着二八分背头，其特殊的“纸扎人”妆容和十分正式拘谨说话方式引起热议以及夺舍、外星人附体等阴谋论猜测。
根据微博指数和微热点数据，虽然“人类高质量男性求偶”影片早在7月4日就出现于哔哩哔哩和微博视频，但直到7月15日，该影片才在全网引起了第一轮传播高潮，7月27日后产生了第二轮传播高潮。
7月21日，徐勤根将影片转发至自己的微博，微博认证为“时尚达人”。7月22日，徐勤根在微博称“别有用心的人杜撰”关于他的谣言，即“他是清华大学本科毕业、牛津大学-普林斯顿大学双硕士、家住汤臣一品两套”等等，希望网友积极帮助他辟谣并截图发到他的邮箱，他会随机回复部分粉丝并加微信发个10元小红包表示感谢。在“人类高质量男性求偶视频”出圈后，他相继发布了英文版求偶视频、“人类高质量拍照姿势”等。他经常使用一个侧身半蹲的姿势拍照并命名“高质量男性自拍姿势解锁”，声称该姿势“最可以体现出我们中华民族男性和女性的自信”。徐勤根的拍照姿势引起杨超越、刘涛、杨洋、迪丽热巴、范丞丞等一些艺人的模仿。因翻唱《热爱105°C的你》而被称为“人间油物”的网络歌手田一名通过模仿其装扮，唱周杰伦的《给我一首歌的时间》里的“我晒干了沉默，悔得很冲动”片段而走红。
7月30日和8月1日，河北盈汇数据处理服务有限公司申请注册了“人类高质量男性”商标，分别是广告销售类、服装鞋帽类。
徐勤根走红后，虎牙直播于2021年8月13日晚间给他开设了“求偶专场”并与“药水哥”对话，引来超400万人的围观，另外，哈尔滨啤酒集团也邀请他与女歌手“锤娜丽莎”拍摄广告。他创建微博粉丝群，每人入群门槛为每月2.5万，半年5万，一年7.5万元人民币。回应为何入群门槛如此之贵时，徐勤根称，“主要涉及全球及国内金融衍生品交易这块，国内外二级市场投资信息和情报支持，以及重要的经济领域信息，以及咨询服务。”
2021年8月19日下午，新浪微博发布回应称，“该用户自己设置了过高的订阅价格...在收到用户相关投诉后已将该账号的V+会员功能关闭”，随后，以“不得从事任何非法交易和不合规金融服务”为由关闭其粉丝群。
8月20日，央視網发文《高质量还是毒流量？》，批評其為「毒流量」，称“一个‘人类高质量男性’油不了整片大海，但造成的模仿效应却能‘污染’部分海域水质”。同日，红星新闻记者向徐勤根在微博公开的电子邮箱发去含记者联系方式的采访函，3分钟后，名为“徐先生”的微信用户主动添加记者为好友，并回复称：“我这边接受采访是要收费的哦，25万（元人民币）。”此外，据九派新闻官方微博账号称，记者联系到徐勤根了解情况，被告知需要支付20万元的采访费用。并在电话里表示之前未接受过任何媒体的采访，采访费用20万元是转账到个人银行账户的。
8月22日，其微博账号 @can_徐先生 被禁言。

### 旅居法国
2022年10月，北京四通橋事件後，徐勤根表示「讚賞這位勇士的壯舉」，並且表示自己身在法國。他前往中國駐法國大使館外舉標語聲援。
11月30日，他在法国巴黎协和广场举白纸悼念乌鲁木齐火灾遇难者。

### 開設TikTok
2023年6月11日，在TikTok以「一位透過非法途徑從法國來到英國的移民。 一名中國的政治難民和尋求避難者」為題發佈影片，在評論區被問及為何離開中國時，回複“因为在中国传播民主化信息尤其我在英国时看到的的真实情况并在中国国内社交账户传播，以及关注中国人权问题，被中国政府及共产党全面封锁，我面临前所未有的危险和威胁，所以必须逃离中国。我暂时不找工作。谢谢认可”。

## 人物评价
央視網批評，一個徐勤根變現成功，就會有無數個徐勤根聞風而來、逐利起舞。認為如果「黑紅也是紅」「流量就是錢」成為顛撲不滅的公式，那麼高雅就會在低俗面前敗下陣來，「劣幣驅除良幣」就會成為可怕的現實，終究於網路內容和輿論生態無所裨益。